# Catonia picta
Catonia picta är en insektsart som beskrevs av Van Duzee 1908. Catonia picta ingår i släktet Catonia och familjen vedstritar. Inga underarter finns listade i Catalogue of Life.